# 夏之憂鬱［time to say good-bye］
「夏之憂鬱 [time to say good-bye]」是彩虹乐团的第3張單曲。1995年10月21日發行。

## 簡介
這個版本沒有收錄在原創專輯中，不過之後首次收錄在精選輯『The Best of L'Arc〜en〜Ciel 1994-1998』。
到目前為止這張是彩虹樂團銷售量第3差的單曲。

## 收錄曲
1. 夏之憂鬱 [time to say good-bye]
和原來的版本有很大的不同，包括前奏、C段音樂、歌詞的變更。
2006年演唱會「15th L'Anniversary Live」投票結果位居第11名。
2. 為了妳
3. 夏之憂鬱 [time to say good-bye] (Voiceless Version)

## 收錄專輯
精選輯
- 『The Best of L'Arc〜en〜Ciel 1994-1998』
- 『The Best of L'Arc〜en〜Ciel c/w』
- 『TWENITY 1991-1996』